# 청도 운문사 석조여래좌상
청도 운문사 석조여래좌상(淸道 雲門寺 石造如來坐像)은 대한민국 경상북도 청도군, 운문사에 있는 고려시대의 불상이다.
1963년 1월 21일 대한민국의 보물 제317호 운문사석조여래좌상 (雲門寺石造如來坐像)으로 지정되었다가, 2010년 8월 25일 현재의 명칭으로 변경되었다.

## 개요
경상북도 청도군 운문면 운문사에 모셔져 있는 높이 0.63m의 고려시대 석조여래좌상이다. 광배(光背)와 대좌(臺座)를 모두 갖추고 있는 완전한 형태의 불상이지만, 호분이 두껍게 칠해져 세부표현이 잘 나타나지 않는다.
머리에는 작은 소라 모양의 머리칼을 붙여 놓았으며 그 위에는 상투 모양의 머리(육계)가 분명하다. 신체 비례에 비해 얼굴이 큰 편인데, 가는 눈썹·작은 눈·오똑한 코·작은 입 등이 조화를 이루지 못하고 평판적인 모습이다. 옷은 양 어깨에 걸쳐 입고 있으며 그 안에 비스듬히 표현된 내의이 보인다. 오른손은 무릎 위에 올려 손끝이 아래로 향하고 있고 왼손은 배꼽 부분에 놓여져 있는데, 손이 작고 표현이 섬세하지 못해 투박한 모습이다.
부처의 몸에서 나오는 빛을 형상화한 광배는 투박한 모양이며 가장자리에 형식적인 불꽃무늬가 새겨져 있다. 불상이 앉아 있는 대좌는 크게 3부분으로 나누어지는데 매우 특이한 양식으로 주목된다. 맨 윗부분은 평면 타원형으로 14개의 연꽃잎이 새겨져 있고, 가운데는 6각형이며, 아랫부분은 긴 6각형에 18개의 연꽃잎이 표현되어 있다.
이 불상은 겉옷 안에 표현된 속옷, 전반적으로 투박해진 표현기법 등에서 9세기 불상을 계승한 10세기 초의 불상으로 보인다.

## 같이 보기
- 운문사

## 참고 문헌
- 청도 운문사 석조여래좌상 - 국가유산청 국가유산포털